# Le Bémont
Le Bémont je obec ve švýcarském kantonu Jura. Žije zde 317 obyvatel.

## Geografie

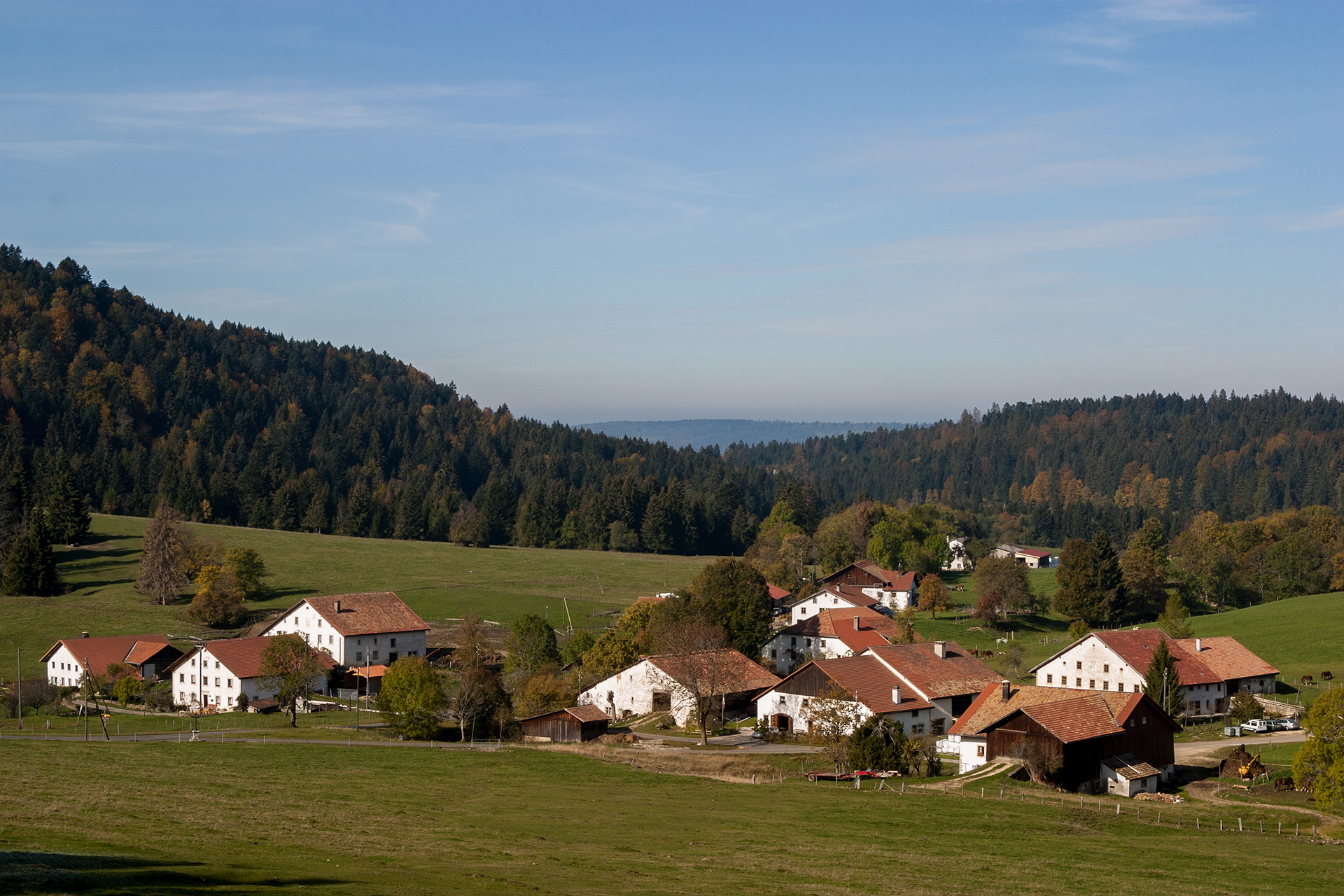
Vesnice La Bosse

Le Bémont leží v nadmořské výšce 982 m, vzdušnou čarou 1,5 km severovýchodně od okresního městečka Saignelégier. Vesnice u hlavní silnice se nachází na jihovýchodním svahu na náhorní plošině Jury v oblasti Franches-Montagnes.
Území obce o rozloze 11,6 km² pokrývá část mírně zvlněné náhorní plošiny pohoří Jura, kde se střídají vřesovištní sníženiny, většinou bez povrchového odvodnění, s vápencovými vrcholky kopců. Severní hranice leží v blízkosti strmého srázu do údolí řeky Doubs. Na jihu se oblast Le Bémont rozprostírá přes rozsáhlé pastviny a výšiny Le Haut Bémont (1070 m n. m.) až k přírodní rezervaci Étang des Royes. Nejvyššího bodu obce se dosahuje v blízkosti farem Les Rouges-Terres ve výšce 1075 m n. m. V roce 1997 tvořila 4 % rozlohy obce zastavěná plocha, 26 % lesy a lesní porosty, 69 % zemědělské plochy a přibližně 1 % neproduktivní půda.
K obci Le Bémont patří osady La Bosse (949 m n. m. v kotlině severně od obce), Les Communances (950 m n. m.) a Les Cufattes (962 m n. m.) v kotlině jihovýchodně od obce Le Bémont, Les Rouges-Terres (1010 m n. m.) na přilehlém kopci a několik jednotlivých farem. Sousedními obcemi Le Bémont jsou Saignelégier, Les Enfers a Montfaucon v kantonu Jura a Tramelan v kantonu Bern.

## Historie
První zmínka o obci pochází z roku 1330 jako Le Belmont. Patřila k panství Franches-Montagnes, které podléhalo basilejskému knížecímu biskupství. V letech 1793–1815 patřil Le Bémont k Francii a zpočátku byl součástí départementu du Mont-Terrible, od roku 1800 byl připojen k départementu Haut-Rhin. Na základě rozhodnutí Vídeňského kongresu byla obec v roce 1815 převedena do kantonu Bern a 1. ledna 1979 se stala součástí nově založeného kantonu Jura.
Až do připojení k farnosti Saignelégier, založené v roce 1629, byl Le Bémont církevně závislý na Montfauconu. Rozptýlená struktura osídlení vysvětluje rozdělení obce na několik frakcí, které sloužily také jako volební okrsky. La Bosse má jeden z nejmalebnějších obecních charakterů v kantonu (statky ze 17.–19. století). V roce 1969 bylo jezero Étang des Royes vyhlášeno přírodní rezervací.

## Obyvatelstvo
| Rok            | 1850 | 1870 | 1900 | 1910 | 1930 | 1950 | 1960 | 1970 | 1980 | 1990 | 2000 |
| Počet obyvatel | 612  | 718  | 637  | 522  | 379  | 361  | 360  | 307  | 286  | 309  | 346  |

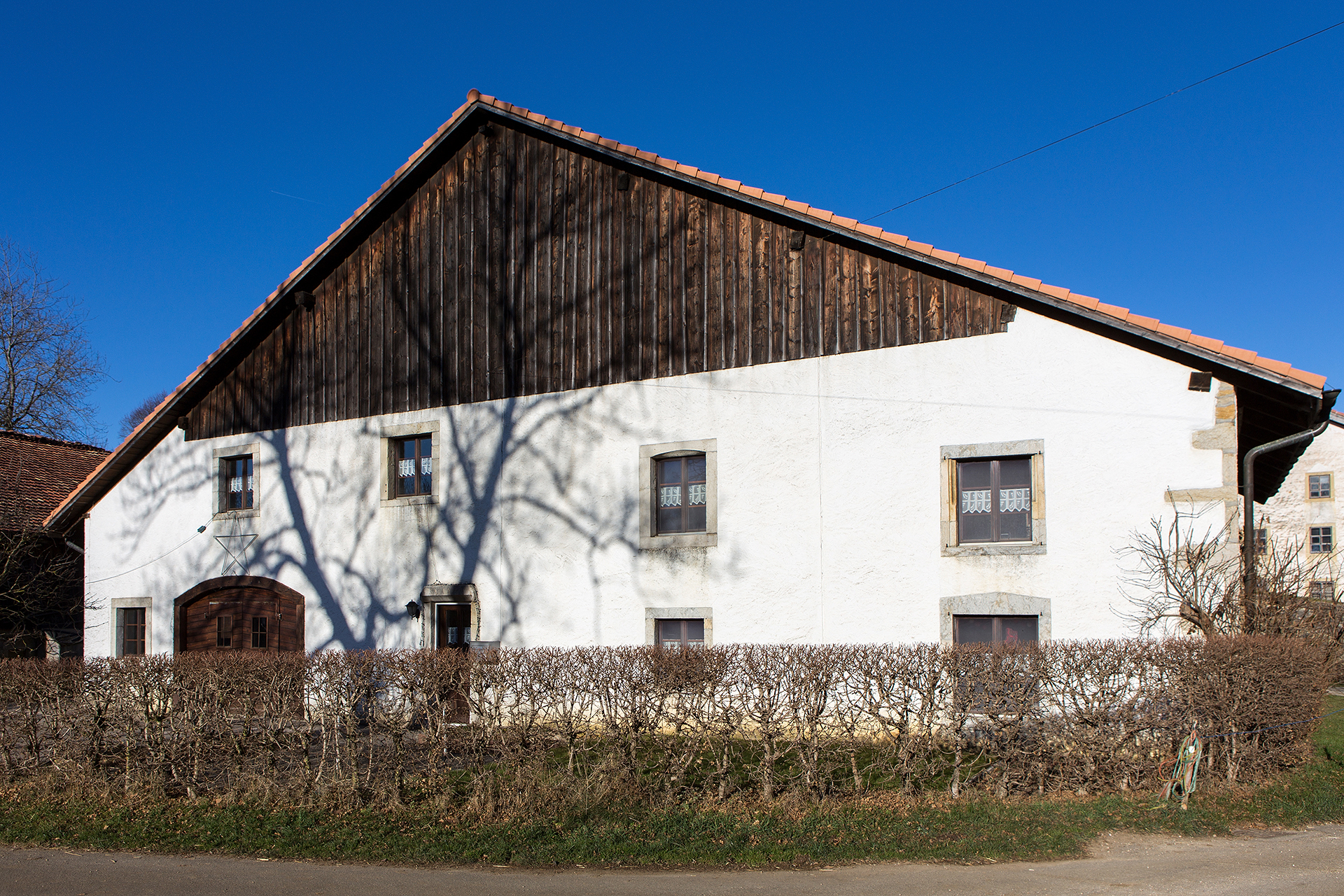
Tradiční architektura v obci

Z celkového počtu obyvatel je 97,4 % francouzsky mluvících a 2,3 % německy mluvících (stav v roce 2000). Od druhé poloviny 19. století se počet obyvatel Le Bémont snížil na polovinu (718 obyvatel v roce 1870, 379 v roce 1930). Od roku 1990 se počet obyvatel opět mírně zvyšuje.

## Hospodářství

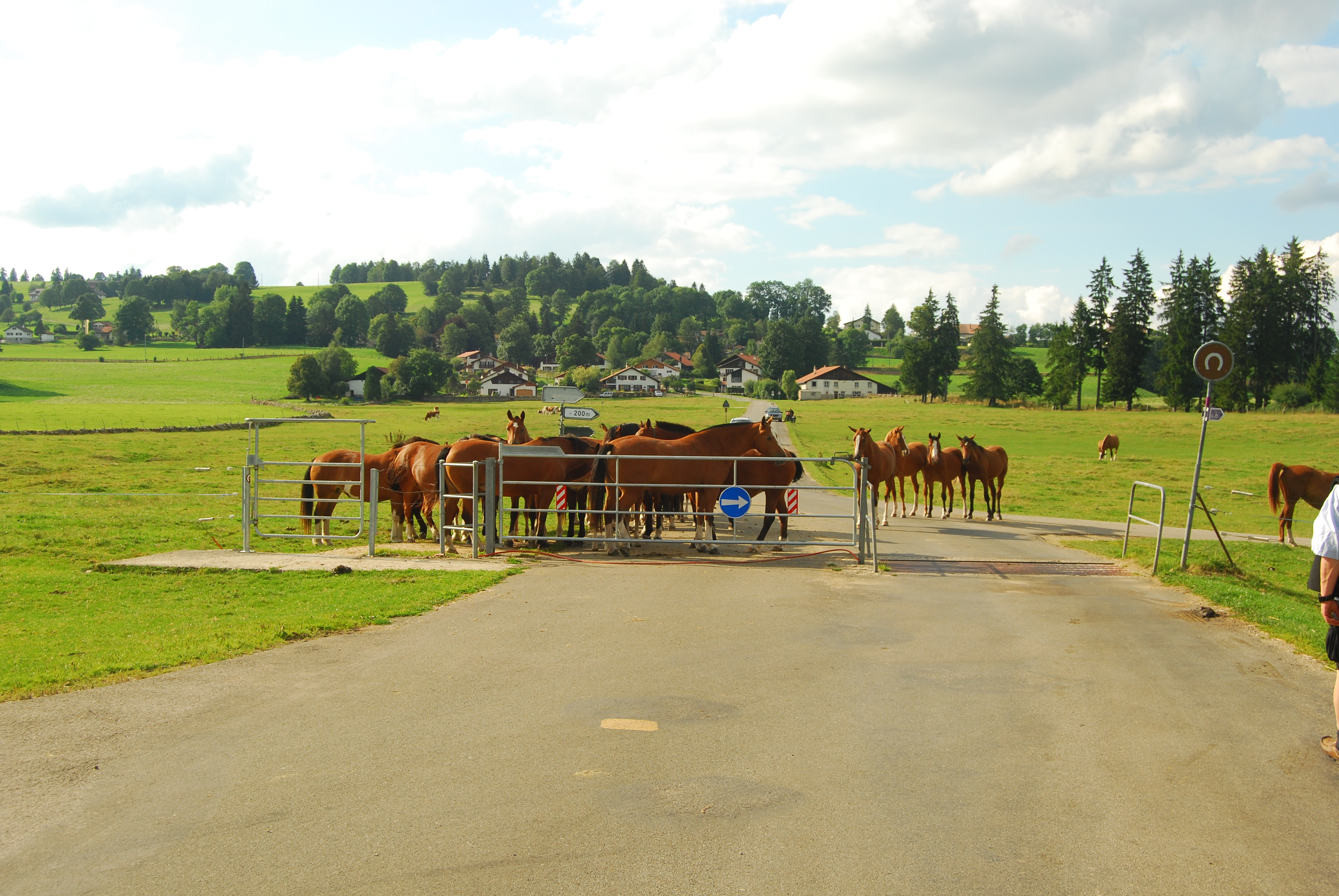
Chov koní v Le Bémont

Le Bémont je převážně zemědělská obec s velkým množstvím pastvin a významným chovem koní. Mimo primární sektor je zde však jen několik pracovních míst v místních malých podnicích. V důsledku toho mnoho zaměstnanců dojíždí za prací.

## Doprava
Obec leží na hlavní silnici z Delémontu do La Chaux-de-Fonds. Dne 21. května 1904 byla otevřena železniční trať Saignelégier–Glovelier, předchůdce Chemins de fer du Jura (CJ), se stanicí v Le Bémont.